# Дамокрит
Дамокрит (др.-греч. Δαμοκριτοσ) — древнегреческий политический деятель, занимавший должность стратега Ахейского союза в 149—148 годах до н. э. Принадлежал к антиримской партии (Критолай, Дамокрит, Диэй), пришедшей к власти в 150 году до н. э.
В 148 году до н. э., во время конфликта между Ахейским союзом и желавшей выйти из него Спартой, Дамокрит командовал ахейскими войсками. Одержав в сражении победу над спартанцами (где их погибло не менее тысячи), имел возможность с ходу захватить Спарту. Однако вместо этого Дамокрит прекратил преследование и занимался набегами и разграблением Лаконики, а не осадой Спарты. За это по возвращении с войском домой был смещён с поста стратега, обвинён в измене и приговорён к штрафу в 50 талантов. Будучи не в состоянии заплатить огромный штраф, Дамокрит был вынужден удалиться в изгнание.

## Ссылка
- Всемирная история Архивная копия от 7 сентября 2009 на Wayback Machine